# 俄罗斯套
《俄罗斯套》（德语：Matrjoschka），2006年电影，德国艺术家卡琳·赫勒所作。该片片长达95小时，是最长的实验片之一。
电影画面仿佛一张静止的照片，镜头中有一个骑着自行车的男孩、一条街道、房子、车库和天空。随着时间的推移，图像会发生变化，但非常缓慢，无法一下子就看到。
《俄罗斯套》于2006年4月23日上午6:00至同月28日上午1:00在DrKW大楼外的100平方米LED屏上公映，其中从凌晨1点到早上6点暂停放映。
这部电影仅在DVD上有wmv格式的文件。